# Berrodden Ôike
Berrodden Ôike (japanisch ベルオッデン大池 ‚Blanke-Spitze-Teich‘; norwegisch Berroddvatnet) ist ein kleiner See an der Kronprinz-Olav-Küste des ostantarktischen Königin-Maud-Lands. Er liegt auf der Landspitze Berrodden am südöstlichen Ufer der Lützow-Holm-Bucht.
Luftaufnahmen und Vermessungen im Rahmen japanischer Antarktisexpeditionen zwischen 1971 und 1975 dienten seiner Kartierung. In dieser Zeit erfolgte auch seine Benennung in Anlehnung an den norwegischen Namen der Landspitze, auf der er sich befindet.